# Cafu
Cafu, właśc. Marcos Evangelista de Morais (ur. 7 czerwca 1970 w Itaquaquecetubie) – brazylijski piłkarz który występował na pozycji prawego obrońcy. Rekordzista kraju pod względem występów w reprezentacji narodowej, czterokrotny uczestnik mistrzostw świata. Dwukrotny Mistrz Świata 1994 i 2002, wicemistrz świata 1998, dwukrotny mistrz Copa América 1997, 1999, oraz wicemistrz Copa América 1991. Triumfator Ligi Mistrzów UEFA z A.C. Milanem w sezonie (2006/2007).  

## Kariera klubowa
Cafu zawodową karierę rozpoczynał w 1988 roku w São Paulo FC. W debiutanckim sezonie pełnił tam rolę rezerwowego i rozegrał tylko trzy spotkania. Miejsce w podstawowej jedenastce swojego zespołu Brazylijczyk wywalczył sobie w kolejnych rozgrywkach, kiedy to wystąpił w siedemnastu ligowych meczach. Pierwszym sukcesem Cafu było wywalczenie mistrzostwa kraju w 1991 roku. W dwóch kolejnych latach São Paulo FC triumfowało w rozgrywkach Copa Libertadores, a w 1993 roku zwyciężyło także w Recopa Sudamericana. W 1994 roku brazylijski obrońca został wybrany najlepszym piłkarzem roku w Ameryce Południowej. W tym samym roku Cafu postanowił zmienić klub. Przez siedem lat gry dla São Paulo Brazylijczyk rozegrał tam 115 ligowych pojedynków, w których siedem razy wpisał się na listę strzelców.
W 1995 roku Marcos Evangelista de Moraes został piłkarzem EC Juventude, jednak po bardzo krótkim czasie trafił do Hiszpanii, gdzie podpisał kontrakt z Realem Saragossa. Z nowym klubem uplasował się na siódmej pozycji w tabeli Primera División, sięgnął także po Puchar Zdobywców Pucharów. Przygoda Cafu z Realem Saragossa trwała jednak krótko i jeszcze w 1995 roku Brazylijczyk odszedł do SE Palmeiras. Dla nowej drużyny zdołał rozegrać 35 spotkań, po czym w 1997 roku zdecydował się na transfer do Włoch. Cafu zasilił zespół AS Roma, w barwach którego nie miał problemów ze znalezieniem sobie miejsca w wyjściowym składzie. W ekipie „Giallorossich” Brazylijczykowi został nadany przydomek „Il Pendolino”. Na pierwszy sukces na włoskich boiskach Cafu musiał czekać aż do sezonu 2000/2001, kiedy to Roma sięgnęła po trzecie w swojej historii mistrzostwo kraju. Brazylijski piłkarz zaliczył wówczas 31 występów w lidze i zdobył jednego gola. Jak się później okazało było to jedyne trofeum, po jakie Cafu sięgnął z Romą. W jej barwach zaliczył łącznie 163 występy w Serie A.
W letnim okienku transferowym w 2003 roku „Il Pendolino” odrzucił ofertę japońskiego Yokohama F. Marinos i podpisał kontrakt z A.C. Milan. Zadebiutował 3 sierpnia tego samego roku w zremisowanym 1:1 meczu z Juventusem. W defensywie „Rossonerich” Cafu grał początkowo u boku takich zawodników jak Paolo Maldini, Alessandro Costacurta i Alessandro Nesta. Już w debiutanckim sezonie w ekipie z San Siro razem z zespołem po raz drugi w swojej karierze zwyciężył w rozgrywkach Serie A, sięgnął także po Superpuchar Włoch oraz Superpuchar Europy. W marcu 2004 roku rodak Cafu – Pelé umieścił zawodnika Milanu na liście 125 najlepszych żyjących jeszcze piłkarzy na świecie. W 2005 roku wychowanek São Paulo po raz pierwszy zagrał w finale Ligi Mistrzów, jednak „Rossoneri” przegrali w nim ostatecznie po rzutach karnych z Liverpoolem. W sezonie 2006/2007 Cafu razem z drużyną zdobył trzy trofea. Zwyciężył w rozgrywkach Champions League, następnie sięgnął po Superpucharu Europy i Klubowe Mistrzostwo Świata. W maju 2007 roku Brazylijczyk przedłużył kontrakt z Milanem do czerwca 2008 roku. 16 maja poinformowano, że po zakończeniu ligowych rozgrywek Cafu wspólnie z Serginho zakończy swoją karierę. Ostatnie spotkanie w barwach Milanu Cafu rozegrał dwa dni później. „Rossoneri” w ostatnim meczu sezonu wygrali z Udinese Calcio 4:1, a Cafu w 80 minucie tego pojedynku wpisał się na listę strzelców. 19 maja wiceprezes Milanu Adriano Galliani powiedział, że Cafu ma zielone światło na powrót do pracy w klubie.
W grudniu 2008 roku media poinformowały o przejściu Cafu do klubu z 8. ligi angielskiej – Garforth Town.

## Kariera reprezentacyjna

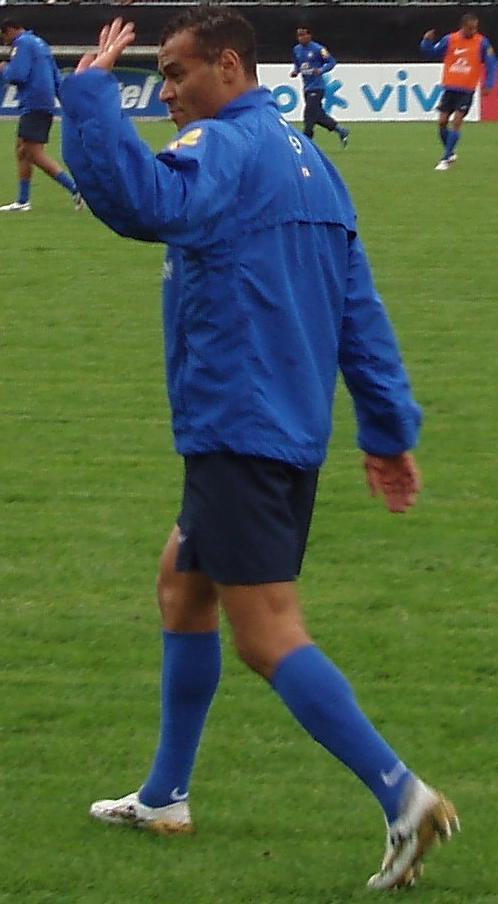

W reprezentacji Brazylii Cafu zadebiutował 12 września 1990 roku w przegranym 3:0 pojedynku z Hiszpanią. Pierwszego gola w drużynie narodowej zdobył 8 czerwca 1994 roku w zwycięskim 8:2 spotkaniu z Hondurasem. W tym samym roku Cafu po raz pierwszy w karierze wystąpił na mundialu. Brazylijczycy na amerykańskich boiskach po raz czwarty w historii zdobyli Mistrzostwo Świata, lecz sam Cafu na turnieju pełnił rolę rezerwowego. W trzech pojedynkach wchodził na boisko z ławki rezerwowych, między innymi w finałowym spotkaniu z Włochami, kiedy to już w 21 minucie musiał zastąpić kontuzjowanego Jorginho. W 1997 roku Cafu zwyciężył w rozgrywkach Copa América oraz Pucharze Konfederacji. Rok później Mário Zagallo powołał go do kadry reprezentacji Brazylii na kolejne Mistrzostwa Świata. Tym razem ekipa „Canarinhos” musiała uznać wyższość Francuzów, którzy w meczu finałowym wygrali 3:0. 7 listopada 2001 roku podczas wygranego 2:0 pojedynku z Chile Cafu po raz setny zagrał w reprezentacji swojego kraju. Brazylijczyk wystąpił także na Mistrzostwach Świata 2002 oraz Mistrzostwach Świata 2006. Turniej w Korei Południowej i Japonii zakończył się zwycięstwem podopiecznych Luiza Felipe Scolariego, natomiast w Niemczech „Canarinhos” odpadli już w ćwierćfinale. Na każdej z tych imprez Cafu był podstawowym piłkarzem swojego zespołu. Po mundialu 2006 wychowanek São Paulo FC zakończył reprezentacyjną karierę. Dla drużyny narodowej rozegrał łącznie 142 spotkania i strzelił pięć bramek. Jest rekordzistą kraju pod względem największej liczby występów w reprezentacji Brazylii.

### Mecze w reprezentacji Brazylii
| Rok   | Meczów |
| ----- | ------ |
| 1990  | 3      |
| 1991  | 9      |
| 1992  | 2      |
| 1993  | 12     |
| 1994  | 7      |
| 1995  | 5      |
| 1996  | 3      |
| 1997  | 20     |
| 1998  | 12     |
| 1999  | 12     |
| 2000  | 10     |
| 2001  | 6      |
| 2002  | 12     |
| 2003  | 7      |
| 2004  | 9      |
| 2005  | 8      |
| 2006  | 5      |
| Razem | 142    |

## Sukcesy
São Paulo FC
Mistrzostwo Brazylii: 1991
Copa Libertadores: 1992, 1993
Recopa Sudamericana: 1993
 Real Saragossa
Puchar Zdobywców Pucharów: 1995
 AS Roma
Mistrzostwo Włoch: 2001
 A.C. Milan
Mistrzostwo Włoch: 2004
Superpuchar Włoch: 2004
Superpuchar Europy: 2003, 2007
Liga Mistrzów: 2007
Klubowe Mistrzostwo Świata: 2007
 Reprezentacja Brazylii
Mistrzostwo Świata: 1994, 2002
Wicemistrzostwo Świata: 1998
Copa América: 1997, 1999
Puchar Konfederacji: 1997